# 레임 음악제 학살
레임 음악제 학살은 2023년 10월 7일 하마스가 가자 지구에서 이스라엘로 건너와 "슈퍼노바 초막절 모임"(Supernova Sukkot Gathering) 음악제에서 민간인을 학살한 사건이다. 이 학살은 2023년 이스라엘-하마스 전쟁을 시작한 알아크사 홍수 작전의 일부였다. 이 사건은 이스라엘 역사상 최대 규모의 테러 공격이었다.

## 모임과 축제
레임의 키부츠 근처에서 초막절의 유대인 명절을 기념하기 위해 마련된 야외 사이키델릭 트랜스 축제가 열렸다.

## 하마스의 공격
행사는 오전 7시경 사이렌이 로켓 공격이 다가오고 있음을 경고하자 축제 참석자들이 도망가면서 시작됐다. 이후 군복을 입고 오토바이, 트럭, 패러글라이더 등을 동원한 무장세력이 축제장을 에워싸고 탈출을 시도하는 사람들에게 무차별 총격을 가했다. 대피소, 수풀, 과수원 등 인근 장소로 피신한 참석자들은 숨어 있던 중 사망했다. 도로와 주차장에 도착한 사람들은 무장세력이 차량을 향해 총격을 가했다. 무장세력은 땅바닥에 웅크리고 있는 부상자들을 근거리에서 처형했다.
축제 참가자들이 죽거나 다친 것 외에도 무장세력이 인질로 잡은 숫자는 알려지지 않았으며, 이들의 소재와 상태에 대한 자세한 내용은 공개되지 않았다. 이는 이제 이스라엘 역사상 최악의 민간인 학살로 간주되고 있다.

## 사상자
같은 날 하마스 무장세력은 인근 지역 사회에서 일련의 학살을 자행하여 여러 지역에서 수백 명의 다른 이스라엘 민간인을 살해했다. 축제 참가자 최소 260명이 사망했고, 부상자도 늘어났다.